# 10262 Samoilov
10262 Samoilov este un asteroid din centura principală de asteroizi.

## Descriere
10262 Samoilov este un asteroid din centura principală de asteroizi. A fost descoperit pe 3 octombrie 1975 la Observatorul astrofizic din Crimeea de Liudmila Cernîh. Asteroidul prezintă o orbită caracterizată de o semiaxă mare de 2,62 ua, o excentricitate de 0,18 și o înclinație de 13,2° în raport cu ecliptica.